# Eukaliptuszkarvaly
Az eukaliptuszkarvaly vagy ausztrál galléros karvaly (Accipiter cirrocephalus) a madarak osztályának vágómadár-alakúak (Accipitriformes) rendjébe, ezen belül a vágómadárfélék (Accipitridae) családjába tartozó faj.

## Rendszerezése
A fajt Louis Pierre Vieillot francia ornitológus írta le 1817-ben, a Sparvius nembe Sparvius cirrocephalus néven. Egyes szervezetek a Tachyspiza nembe sorolják Tachyspiza cirrocephala néven.

## Alfajai
- Accipiter cirrocephalus cirrocephalus (Vieillot, 1817) - Ausztrália
- Accipiter cirrocephalus papuanus (Rothschild & Hartert, 1913) - Új-Guinea és a környező szigetek
- Accipiter cirrocephalus rosselianus (Mayr, 1940) - Rossel-sziget, a Louisiade-szigetek közül[1]

## Előfordulása
Ausztrália, Indonézia és Pápua Új-Guinea területén honos. Természetes élőhelyei a szubtrópusi és trópusi síkvidéki esőerdők, lombhullató erdők, mangroveerdők, füves puszták, szavannák és cserjések, folyók és patakok környékén, valamint szántóföldek és városias régiók.

## Megjelenése
Testhossza 38 centiméter, szárnyfesztávolsága 55–78 centiméter, testtömege 105-300 gramm. A tojó valamivel nagyobb mint a hím. Felsőteste és feje szürke, nyakán egy barna gallér, alsó teste barna, finom fehér sávozással. A faj színezete hasonlít az örvös héjáéra, de a madár kisebb, repülése gyorsabb és rugalmasabb.
|  |  |

## Életmódja
Főleg kisebb madarakkal táplálkozik, de rovarokat is fogyaszt, melyet levegőben kap el.

## Szaporodása
Ez a faj fákon fészkel, fészekalja 3–4 tojásból áll, melyen 35 napig kotlik. A fiókák 24-33 napon belül kirepülnek.

## Természetvédelmi helyzete
Az elterjedési területe rendkívül nagy, egyedszáma viszont csökken, de még nem éri el a kritikus szintet. A Természetvédelmi Világszövetség Vörös listáján nem fenyegetett fajként szerepel.